# Monte Tre Croci
Il Monte Tre Croci è una cima del massiccio del Campo dei Fiori. Con i suoi 1.111 m s.l.m è la terza vetta più alta del massiccio. Domina il borgo di Santa Maria del Monte, noto per ospitare parte del Sacro Monte di Varese, dichiarato Patrimonio dell'Umanità. Sul Monte Tre Croci ci sono tre grandi croci bianche in calcestruzzo armato, meta estiva di molti escursionisti. Sul suo versante sud-occidentale si trova la struttura abbandonata del Grand Hotel Campo dei Fiori.